# Ramosmania
Ramosmania là một chi thực vật có hoa trong họ Thiến thảo (Rubiaceae).

## Hình ảnh

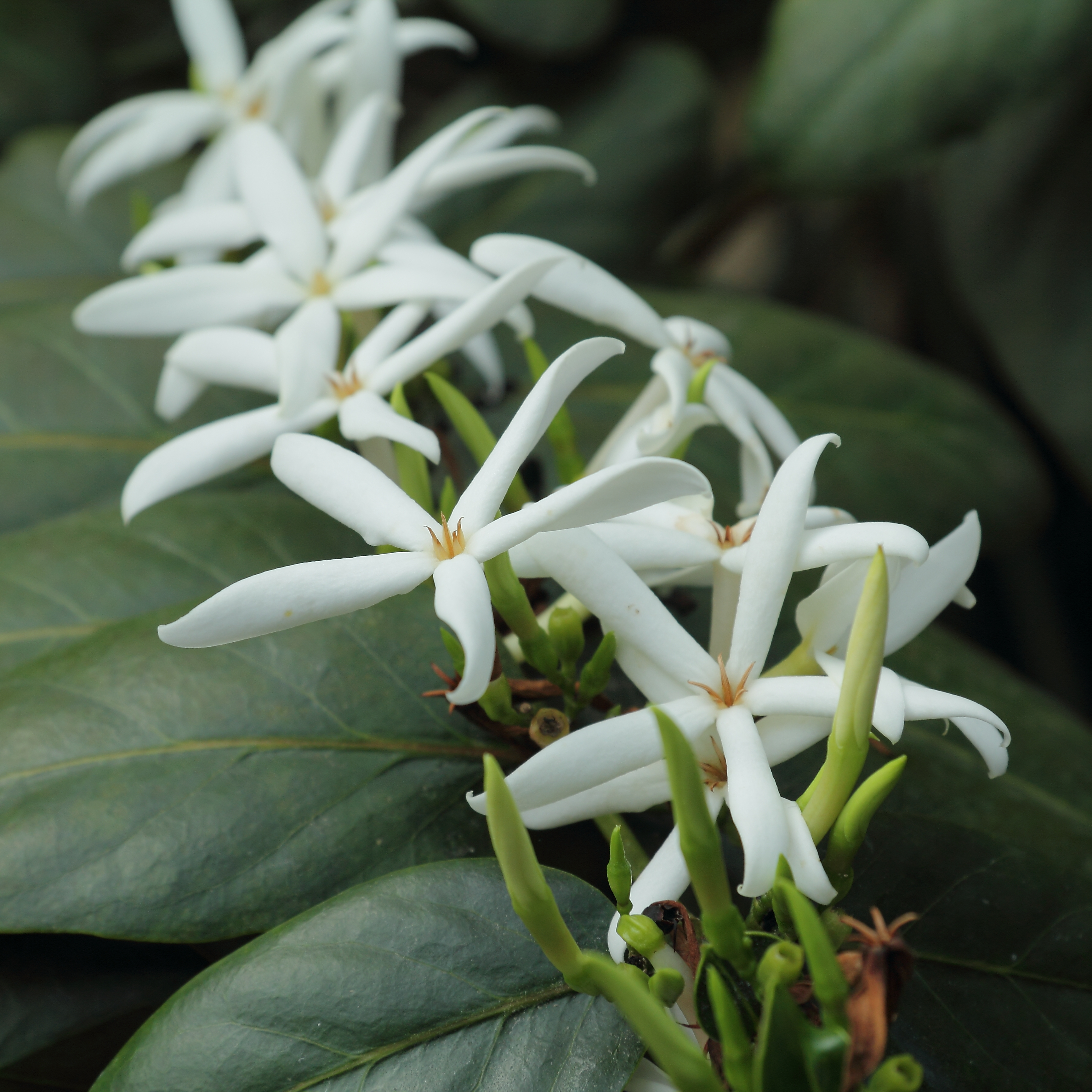
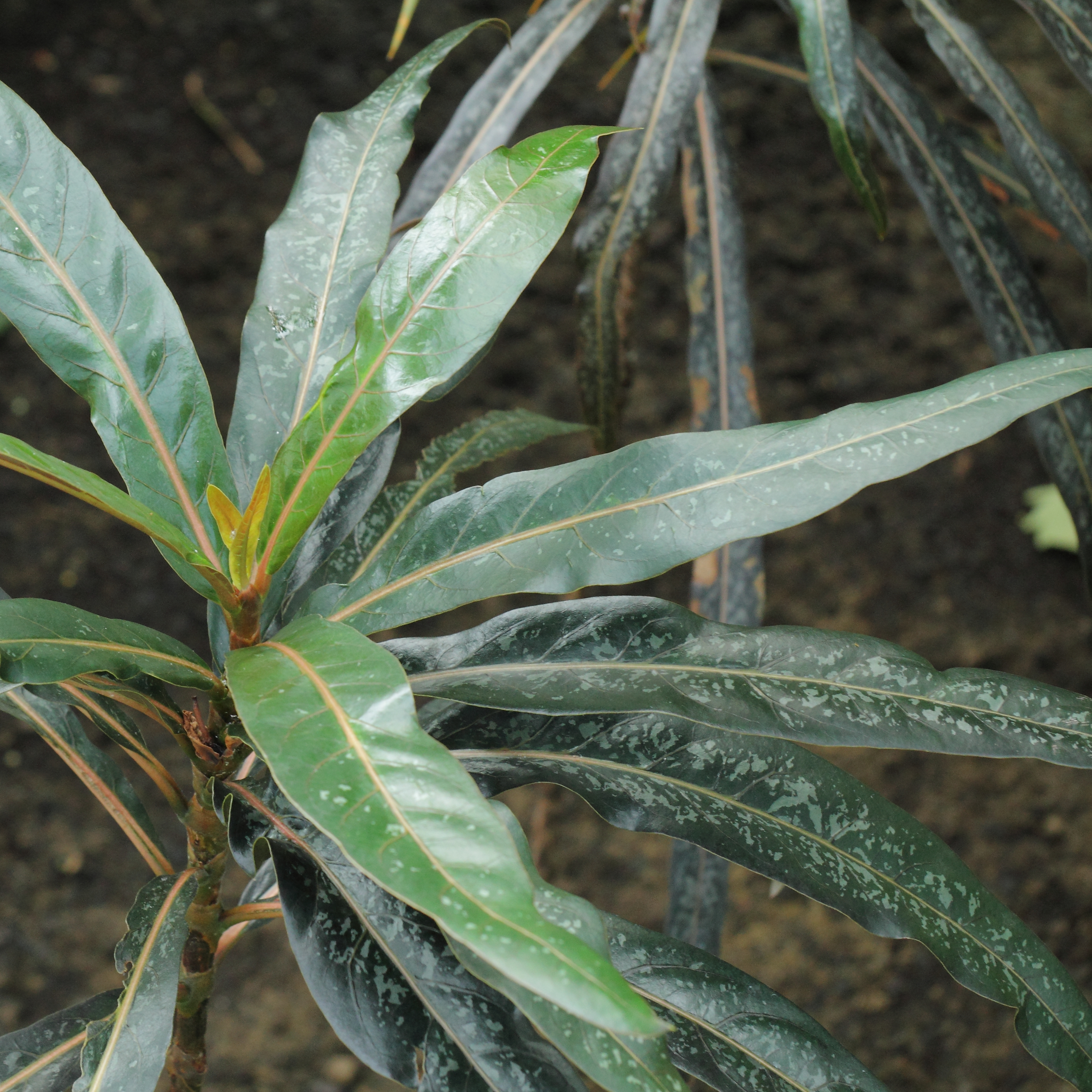

## Loài
Chi Ramosmania gồm các loài: